# Dildo (Neufundland)

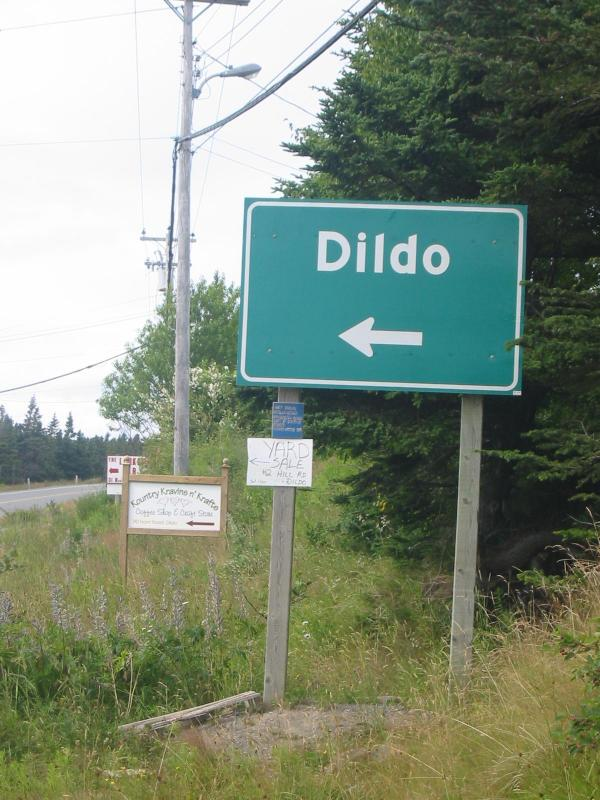
Wegweiser nach Dildo, Neufundland

Dildo ist ein Fischer- und Touristenort auf der zur kanadischen Provinz Neufundland und Labrador gehörenden Insel Neufundland. 
Der Ort liegt am Südostende der Trinity Bay im Westen der Halbinsel Avalon. Dildo ist ca. 90 km von der Provinzhauptstadt St. John’s entfernt. Dem Ort ist die gleichnamige Insel Dildo vorgelagert.
Dildo hat beim Zensus den Status eines Designated place innerhalb der Subdivision E der Census Division No. 1. Beim Zensus 2016 betrug die Einwohnerzahl 1234. Fünf Jahre zuvor betrug diese 1198.
Der Name Dildo geht mindestens auf das frühe 18. Jahrhundert zurück. Es gibt einige Theorien zur Entstehung des Namens, von denen aber keine als gesichert gilt.